# Papa Anastasi III
|  | Aquest article tracta sobre el papa del s. IX. Si cerqueu l'antipapa, vegeu «Anastasi III antipapa». |

Anastasi III (Roma, ? – juny del 913) va ser Papa de l'Església catòlica des de 911 fins a 913.
Segon papa del període conegut com a «pornocràcia», va ser escollit gràcies a l'ajuda de Teofilacte, la seva esposa Teodora i la seva filla, Marozia, i va ser un titella en mans d'aquest.
Durant el seu pontificat els vikings es van assentar a la zona de l'actual Normandia, i el seu líder Rol·ló va obtenir el reconeixement per part de Carles el Simple com a legítim governant del territori i la mà de la seva filla Gisela. Aquest territori va passar a denominar-se "el ducat dels homes del nord" (Nortmannia) d'on prové el nom actual de Normandia. Rol·ló es va convertir al cristianisme i va ser batejat com a Robert.

A part d'aquest fet no es va donar durant el seu papat cap altre fet de rellevància històrica.